# Classe Rosolino Pilo
La classe Rosolino Pilo est une classe de destroyers construit pour la Regia Marina dans les années 1920.

## Caractéristiques
Dérivées de la Classe Indomito, ces unités étaient de qualité maritime moyenne. Après le carénage de 1918, l'armement principal a été remplacé par 5 pièces de 102 mm; 2 pièces de 40 mm ont été ajoutées et des modifications ont été apportées à la coque, portant le déplacement à 900 tonnes.

## Service
Les huit unités de la classe ont été achevées en 1915 par les chantiers navals Odero de Sestri Ponente à Gênes et Pattison à Naples. Ils ont participé aux opérations en Adriatique de la Première Guerre mondiale ; en 1918, les unités ont été rééquipées. En 1929, devenus obsolètes, ils sont déclassés en torpilleurs.
Ils ont ensuite participé à la Seconde Guerre mondiale (réduits à six) dans des rôles d'escorte sur les routes vers l'Albanie et la Grèce, ou le long des côtes libyennes. Les trois unités qui survécurent au conflit, le Abba, le Mosto et le Pilo, furent reclassées comme dragueurs de mines côtiers mécaniques avec deux unités de la classe La Masa, restant en service jusqu'à la fin des années 1950.

## Description
Ces navires avaient une longueur totale de 73 mètres, une largeur de 7,3 mètres et un tirant d'eau de 2,7 mètres. Ils déplaçaient 672 tonnes à charge normale, et 720  tonnes à pleine charge. Leur effectif était de 69 officiers, sous-officiers et marins.
Les Rosolino Pilo étaient propulsés par deux turbines à vapeur, chacune entraînant un arbre d'hélice et utilisant la vapeur fournie par quatre chaudières. La puissance nominale des turbines était de 16 000 chevaux-vapeur (11 700 kW) pour une vitesse de 30 nœuds (55 km/h) en service. Ils avaient une autonomie de 1 440 milles nautiques (2 660 km) à une vitesse de 13 noeuds (24 km/h). Ils transportaient 128 tonne de naphte.
Leur batterie principale en 1918 était composée de 5 canons Schneider Modèle 1914 de 102/35 mm. La défense antiaérienne (AA) des navires de la classe Rosolino Pilo était assurée par 1 canon simple Vickers-Armstrong QF 2 lb de 40/39 mm. Ils étaient équipés de 4 tubes lance-torpilles de 450 millimètres dans deux supports doubles au milieu du navire. 

## Navires de la classe
| Rosolino Pilo        | PI     | Odero, Sestri Ponente | 19 août 1913      | 24 mars 1915      | 25 mai 1915      | Ferraillé en octobre 1954 |
| Giuseppe Cesare Abba | AB     | Odero, Sestri Ponente | 19 août 1913      | 25 mai 1915       | 6 juillet 1915   | Ferraillé en septembre 1958 |
| Pilade Bronzetti     | BR     | Odero, Sestri Ponente | 12 septembre 1913 | 26 octobre 1915   | 1er janvier 1916 | Renommé Giuseppe Dezza le 16 janvier 1921. Sabordé le 16 septembre 1943, mais renfloué par la Marine allemande en tant que TA35, re-commissionné le 9 juin 1944. Coulé par une mine le 17 août 1944 mais de nouveau renfloué. Sabordé le 3 mai 1945,. |
| Giuseppe Missori     | MS     | Odero, Sestri Ponente | 19 janvier 1914   | 20 décembre 1915  | 7 mars 1916      | Capturé par l'Allemagne le 10 septembre 1943, rebaptisé TA22. Sabordé le 3 mai 1945. |
| Antonio Mosto        | MO, MT | Pattison, Naples      | 9 octobre 1913    | 20 mai 1915       | 7 juillet 1915   | Démineur 1953. Ferraillé le 15 décembre 1958. |
| Ippolito Nievo       | NV     | Odero, Sestri Ponente | 19 août 1913      | 24 juillet 1915   | 1er octobre 1915 | Ferraillé le 24 avril 1938. |
| Francesco Nullo      | NL, CL | Pattison, Naples      | 24 septembre 1913 | 12 novembre 1914  | 1er mai 1915     | Renommé Fratelli Cairoli le 16 janvier 1921. Coulé par une mine au large de la Libye le 23 septembre 1940. |
| Simone Schiaffino    | SF, SH | Odero, Sestri Ponente | 12 septembre 1913 | 11 septembre 1915 | 7 novembre 1915  | Il s'empare du vapeur grec "Athinai" au large de Messine le 20 octobre 1940,. Coulé par une mine italienne au large de Cap Bon. 24 avril 1941. |